# 2328 Robeson
2328 Robeson је астероид главног астероидног појаса са пречником од приближно 11,8 .
Афел астероида је на удаљености од 2,681 астрономских јединица (АЈ) од Сунца, а перихел на 2,001 АЈ.
Ексцентрицитет орбите износи 0,145, инклинација (нагиб) орбите у односу на раван еклиптике 10,014 степени, а орбитални период износи 1308,387 дана (3,582 године).
Апсолутна магнитуда астероида је 12,5 а геометријски албедо 0,128.
Астероид је откривен 19. априла 1972. године.